# Pseudochthonius arubensis
Espèce
Pseudochthonius arubensis est une espèce de pseudoscorpions de la famille des Chthoniidae.

## Distribution
Cette espèce est endémique d'Aruba aux Antilles. Elle se rencontre dans la grotte Cueva de Quadirikiri.

## Description
Le mâle holotype mesure 1,25 mm.

## Étymologie
Son nom d'espèce, composé de arub[a] et du suffixe latin -ensis, « qui vit dans, qui habite », lui a été donné en référence au lieu de sa découverte, Aruba.

## Publication originale
- Wagenaar-Hummelinck, 1948 : Studies on the fauna of Curaçao, Aruba, Bonaire and the Venezuelan Islands: no. 13. Pseudoscorpions of the genera Garypus, Pseudochthonius, Tyrannochthonius and Pachychitra. Natuurwetenschappelijke Studiekring voor Suriname en Curaçao, vol. 5, p. 29-77 (texte intégral).